# اومبرتو رنیکا
اومبرتو رنیکا (انگلیسی: Umberto Renica; ۸ آوریل ۱۹۲۱ – ۲۹ ژوئن ۱۹۷۵) بازیکن فوتبال اهل ایتالیا بود.
از باشگاه‌هایی که در آن بازی کرده‌است می‌توان به باشگاه فوتبال کومو، باشگاه فوتبال آ.اس. رم، باشگاه فوتبال نووارا، و باشگاه فوتبال برشا اشاره کرد.